# Patricio Gregorio
Patricio Federico Gregorio Altamiranda, noto semplicemente come Patricio Gregorio (Montevideo, 28 febbraio 1999), è un calciatore uruguaiano, centrocampista del Villa Española.

## Carriera
Cresciuto nel settore giovanile del Danubio, ha debuttato in prima squadra il 30 maggio 2018 disputando l'incontro di Primera División Profesional vinto 4-1 contro il Rampla Juniors.
Il 5 marzo 2020 è stato ceduto in prestito al Villa Española.

## Palmarès

### Competizioni nazionali
- Segunda División Profesional de Uruguay: 1

Racing Montevideo: 2022